# Obroatis roseipalpis
Obroatis roseipalpis là một loài bướm đêm trong họ Erebidae.